# OH!たけし
『OH!たけし』（オー たけし）は、日本テレビ系列局の一部ほかで放送されたイースト製作のバラエティ番組。日本テレビでは1985年4月13日から1986年9月27日まで、毎週土曜 22:30 - 22:57（JST）に放送。

## 概要
その名の通り、ビートたけしをメインとしたバラエティ番組。毎回テーマを決め、そのテーマに沿ったコントやホームコメディ風のコントを中心に構成されていた。ホームコメディは、NHK朝の連続テレビ小説をモチーフにしたもので、本物同様、画面左上に時刻テロップが表示されていた。しかし、実際は15分ではなく、5分くらいネタのため、時計テロップの進み方が3倍程度早く切り替わっていた。また、越前屋俵太が、町行く人たちに軽いいたずらを仕掛ける「俵太の、みーんなおともだち!」なるコーナーがコントの合間に放送された。
前期のオープニングは、たけしによるタイトルコールに乗せて水着姿の女性がプールに飛び込むと思いきや、実はそのプールは水ではなくガラスだった、というものだった。後期はたけしがスーパーマンや鉄腕アトムに扮して登場するアニメーション風の映像。エンディングは、毎回刀根麻理子がさまざまな歌を歌っていたが、その最中でもコントを演じたことがある。

## 主な出演者
- ビートたけし
- 島崎俊郎
- もたいまさこ
- 小林聡美
- 越前屋俵太
- ビートきよし
- 刀根麻理子
- たけし軍団

その他、前川清などが数回ゲスト出演した。

## ネット局
- 日本テレビ（制作局）
- 札幌テレビ：土曜 22:30 - 22:57[2]
- ミヤギテレビ
- 福島中央テレビ
- テレビ新潟
- 静岡第一テレビ
- 北陸放送（TBS系列）：月曜 - 木曜 17:30 - 17:55、1985年9月25日まで放送[3]それ以外にも単発番組の形で、平日16時台に数回放送したことがある。
- 福井放送（放送当時は日本テレビ系列単独ネット）：金曜未明（木曜深夜） 1:05 - 1:35[4]。
- 中京テレビ
- よみうりテレビ
- 日本海テレビ
- 広島テレビ
- 西日本放送
- 福岡放送
- くまもと県民テレビ
- 鹿児島テレビ（現在はフジテレビ系列であるが、日本テレビ系列とのクロスネット局、日曜 17:00 - 17:30、但し不定期にて放送）
- 沖縄テレビ（フジテレビ系列）

- 民放が2局しかない地域の系列局または他系列とのクロスネット局では、他局の番組を放送するケースがほとんどのため、系列局でも放送していないところが多かった。
- 沖縄テレビでは一時期、津村順天堂（現在：ツムラ）一社提供で放送されていた。

## オープニング曲・エンディング曲
- ｢宵闇スターダスト ON THE BEACH｣作詞：大津あきら/作曲：中村裕介/編曲：奥慶一/歌：ビートたけし シングル『I FEEL LUCKY』（1986年5月21日発売）のカップリング曲。アルバム『浅草キッド』（1986年8月15日発売）にも収録されていた。

## スタッフ
- 企画：久松定隆（電通）
- 構成：北野武、ダンカン ／ 高田文夫、高橋秀樹、原すすむ、川崎良、河村達樹、谷雅徳、角英正、雫弘幸、相間加奈子
- 技術：菊田英雄
- カメラ：海老谷充
- 音声：石川尚文
- 照明：竹内留吉、金子信男（ティエルシー）
- 音響効果：川崎恵介（東京サウンド企画　現 スカイウォーカー）
- TK：小宮高子、鈴木茂子
- 美術制作：立原英生
- 美術デザイン：金子幸雄
- タイトルCG：岡本博
- タイトル編集：山口牧人
- 編集：田本秀明（六本木ビデオセンター）、小川範夫（クロステレビ）
- MA：林光伸（六本木ビデオセンター）、大沢豊（クロステレビ）
- 演出：吉田宏、西滝順二、小石川紀幸（3人共にイースト）
- プロデューサー：小田昭太郎（日本テレビ）、大久保晃（日本テレビ）、中江健一、渡辺立、富永正人（イースト）
- 技術協力：東通
- 制作協力：太田プロダクション
- 企画制作：日本テレビ
- 製作著作：イースト

## 後日談
- ｢ビートたけしメイン｣、「テーマに沿ったコントを並べる」というコンセプトは、後に同じ日本テレビ『ビートたけしの全日本お笑い研究所』にも引き継がれた。なお、『全日本お笑い研究所』は本番組をネットしていない日本テレビ系列局に加えて、当時とのクロスネット局だった青森放送、山口放送（いずれもテレビ朝日系列とのクロスネット局）、テレビ長崎、鹿児島テレビ（いずれもフジテレビ系列とのクロスネット局）でも放送された。
- 関東地区では番組終了直後、1986年10月7日から12月23日まで火曜 17:00 - 17:30 に再放送された[5]。中京テレビでも前番組「いい加減にします！」と同様に再放送されていた。
- 出演者のもたいまさこ、小林聡美は当番組制作会社のイーストとその後フジテレビでシチュエーションコメディの『やっぱり猫が好き』に携わる。

## 参考資料
- ｢ユリイカ｣（青土社）1998年2月臨時増刊「総特集 北野武 そして/あるいはビートたけし」

| 日本テレビ系 土曜 22:30 - 22:57                                                    | 日本テレビ系 土曜 22:30 - 22:57                        | 日本テレビ系 土曜 22:30 - 22:57                                 |
| 前番組                                                                             | 番組名                                                 | 次番組                                                          |
| ---------------------------------------------------------------------------------- | ------------------------------------------------------ | --------------------------------------------------------------- |
| いい加減にします! （1984年10月13日 - 1985年3月30日）                               | OH!たけし （1985年4月13日 - 1986年9月27日）            | かっぺい&アッコのおかしな二人 （1986年10月4日 - 1988年3月26日） |
| 日本テレビ 火曜 17:00 - 17:30                                                      |                                                        |                                                                 |
| ニュース ※月曜 - 水曜 17:00 - 17:04デビルマン（再放送） ※月曜 - 水曜 17:04 - 17:30 | OH!たけし（再放送） （1986年10月7日 - 1986年12月23日） | 魔法の天使クリィミーマミ（再放送） ※月曜 - 水曜                 |